# KNVB Beker 2013/14 (mannen)
De KNVB Beker 2013/14 was de 96ste editie van de KNVB Beker. De finale werd dit jaar na de 32e speelronde van de Eredivisie gespeeld, op 20 april 2014 in De Kuip te Rotterdam. PEC Zwolle won de finale van Ajax met maar liefst 5-1 en werd hiermee voor het eerst winnaar van de beker. Titelverdediger was AZ.

## Speeldata
| Ronde           | speeldata                   |
| --------------- | --------------------------- |
| Eerste ronde    | 28 augustus 2013            |
| Tweede ronde    | 24, 25 en 26 september 2013 |
| Derde ronde     | 29, 30 en 31 oktober 2013   |
| Achtste finales | 17, 18 en 19 december 2013  |
| Kwartfinales    | 21 en 22 januari 2014       |
| Halve finales   | 26 en 27 maart 2014         |
| Finale          | 20 april 2014               |

## Deelnemers
| Competitie     | Clubs          | Clubs           | Clubs               | Clubs            |
| -------------- | -------------- | --------------- | ------------------- | ---------------- |
| Eredivisie     | ADO Den Haag   | Go Ahead Eagles | N.E.C.              | Roda JC Kerkrade |
| Eredivisie     | Ajax           | FC Groningen    | PEC Zwolle          | FC Twente        |
| Eredivisie     | AZ             | sc Heerenveen   | PSV                 | FC Utrecht       |
| Eredivisie     | SC Cambuur     | Heracles Almelo | RKC Waalwijk        | Vitesse          |
| Eredivisie     | Feyenoord      | NAC Breda       |                     |                  |
| Eerste divisie | Achilles '29   | FC Emmen        | Helmond Sport       | Telstar          |
| Eerste divisie | Almere City FC | Excelsior       | MVV Maastricht      | VVV-Venlo        |
| Eerste divisie | FC Den Bosch   | Fortuna Sittard | FC Oss              | FC Volendam      |
| Eerste divisie | FC Dordrecht   | De Graafschap   | Sparta Rotterdam    | Willem II        |
| Eerste divisie | FC Eindhoven   |                 |                     |                  |
| Topklasse      | HHC Hardenberg | EVV             | HSC '21             | Noordwijk        |
| Topklasse      | ADO '20        | Excelsior '31   | IJsselmeervogels    | Rijnsburgse Boys |
| Topklasse      | AFC            | Be Quick 1887   | FC Lisse            | Scheveningen     |
| Topklasse      | Barendrecht    | GVVV            | JVC Cuijk           | WKE              |
| Topklasse      | Capelle        | Ter Leede       | Katwijk             | FC Lienden       |
| Topklasse      | FC Chabab      | HBS             | Kozakken Boys       | De Treffers      |
| Topklasse      | VVSB           |                 |                     |                  |
| Hoofdklasse    | SC Genemuiden  | ASWH            | EHC/Heuts           | De Zouaven       |
| Hoofdklasse    | Hollandia      | Harkemase Boys  | Smitshoek           | Deurne           |
| Hoofdklasse    | DVS '33        | Hoek            | RVVH                | SWZ/Boso Sneek   |
| Hoofdklasse    | OJC Rosmalen   | Rohda Raalte    |                     |                  |
| Eerste Klasse  | SHO            | SVL             | JOS Watergraafsmeer |                  |
| Tweede Klasse  | Wilhelmina '08 | DFS             | OWIOS               | TEC VV           |
| Vierde Klasse  | Volkel         |                 |                     |                  |

### Legenda
| Kleur | Resultaat                        |
| ----- | -------------------------------- |
|       | Winnaar(PEC Zwolle)              |
|       | Verliezend finalist              |
|       | Uitgeschakeld in halve finales   |
|       | Uitgeschakeld in kwartfinales    |
|       | Uitgeschakeld in achtste finales |
|       | Uitgeschakeld in derde ronde     |
|       | Uitgeschakeld in tweede ronde    |
|       | Uitgeschakeld in eerste ronde    |

## Wedstrijden

### 1e ronde
De eerste ronde bestond uit 36 amateurverenigingen en werd gespeeld op 28 augustus 2013. Voor deze ronde waren vier clubs vrijgeloot: ASWH, VV Smitshoek, HBS en Wilhelmina '08. De loting werd op 4 juli 2013 verricht door Adam Sarota en was live te volgen op het YouTube-kanaal van de KNVB.
|                        |                                           |               |           |                                                                                |
| 28 augustus 2013 18:00 | De Zouaven                                | 2 – 0 (0 – 0) | Ter Leede | Stadion: De Kloet, Grootebroek Toeschouwers: 250 Scheidsrechter: Gino D'Onorio |
| 28 augustus 2013 18:00 | Olaf Schell (e.d.) 54' Arjan Boekweit 65' |               |           | Stadion: De Kloet, Grootebroek Toeschouwers: 250 Scheidsrechter: Gino D'Onorio |
| 28 augustus 2013 18:00 |                                           |               |           | Stadion: De Kloet, Grootebroek Toeschouwers: 250 Scheidsrechter: Gino D'Onorio |
| 28 augustus 2013 18:00 |                                           |               |           | Stadion: De Kloet, Grootebroek Toeschouwers: 250 Scheidsrechter: Gino D'Onorio |
|                        |                                           |               |           |                                                                                |

|                        |                                       |               | |                                                                                      |
| 28 augustus 2013 18:00 | DFS                                   | 2 – 7 (1 – 4) | SWZ/Boso Sneek | Stadion: 't Heerenland, Opheusden Toeschouwers: 100 Scheidsrechter: Peter van Beelen |
| 28 augustus 2013 18:00 | Dusty Louwaars 27' Dusty Louwaars 49' |               | 4' Harm Jan Stuiver 22' Age Hains Boersma 37' Age Hains Boersma 44' Freek de Jong 47' Erolind Derguti 58' Tjeerd Andries Andringa 85' Tjeerd Andries Andringa | Stadion: 't Heerenland, Opheusden Toeschouwers: 100 Scheidsrechter: Peter van Beelen |
| 28 augustus 2013 18:00 |                                       |               | | Stadion: 't Heerenland, Opheusden Toeschouwers: 100 Scheidsrechter: Peter van Beelen |
| 28 augustus 2013 18:00 |                                       |               | | Stadion: 't Heerenland, Opheusden Toeschouwers: 100 Scheidsrechter: Peter van Beelen |
|                        |                                       |               | |                                                                                      |

|                        |                                             |               |                                |                                                                                   |
| 28 augustus 2013 18:00 | Scheveningen                                | 2 – 1 (0 – 0) | VVSB                           | Stadion: Houtrust, Scheveningen Toeschouwers: 250 Scheidsrechter: Maarten Dubbeld |
| 28 augustus 2013 18:00 | Marvin Nieuwlaat (pen) 73' Nick Brouwer 85' |               | 58' Koen Bosma 90' Jordy Zwart | Stadion: Houtrust, Scheveningen Toeschouwers: 250 Scheidsrechter: Maarten Dubbeld |
| 28 augustus 2013 18:00 |                                             |               |                                | Stadion: Houtrust, Scheveningen Toeschouwers: 250 Scheidsrechter: Maarten Dubbeld |
| 28 augustus 2013 18:00 |                                             |               |                                | Stadion: Houtrust, Scheveningen Toeschouwers: 250 Scheidsrechter: Maarten Dubbeld |
|                        |                                             |               |                                |                                                                                   |

|                        |                                                                          |               |                                               |                                                                          |
| 28 augustus 2013 18:00 | Capelle                                                                  | 4 – 1 (1 – 0) | FC Chabab                                     | Stadion: 't Slot, Capelle Toeschouwers: 500 Scheidsrechter: Martin Pérez |
| 28 augustus 2013 18:00 | Peter de Lange 34' Peter de Lange 46' Marvin Strik 72' Emiel Buntsma 90' |               | 78' Melvin Grootfaam 79', 86' Mohammed Moudou | Stadion: 't Slot, Capelle Toeschouwers: 500 Scheidsrechter: Martin Pérez |
| 28 augustus 2013 18:00 |                                                                          |               |                                               | Stadion: 't Slot, Capelle Toeschouwers: 500 Scheidsrechter: Martin Pérez |
| 28 augustus 2013 18:00 |                                                                          |               |                                               | Stadion: 't Slot, Capelle Toeschouwers: 500 Scheidsrechter: Martin Pérez |
|                        |                                                                          |               |                                               |                                                                          |

|                        |                     |               | |                                                                              |
| 28 augustus 2013 18:00 | OWIOS               | 1 – 5 (0 – 2) | EVV                                                                                                   | Stadion: Bovenmolen, Oldebroek Toeschouwers: 400 Scheidsrechter: Derya Serik |
| 28 augustus 2013 18:00 | Patrick Mensink 90' |               | 24' Jeroen Eveleins 38' Jeroen Eveleins 81' Chefrino Eind 83' (pen) Jeroen Eveleins 86' Chefrino Eind | Stadion: Bovenmolen, Oldebroek Toeschouwers: 400 Scheidsrechter: Derya Serik |
| 28 augustus 2013 18:00 |                     |               | | Stadion: Bovenmolen, Oldebroek Toeschouwers: 400 Scheidsrechter: Derya Serik |
| 28 augustus 2013 18:00 |                     |               | | Stadion: Bovenmolen, Oldebroek Toeschouwers: 400 Scheidsrechter: Derya Serik |
|                        |                     |               | |                                                                              |

|                        |                     |               |     |                                                                               |
| 28 augustus 2013 19:00 | Noordwijk           | 1 – 0 (0 – 0) | WKE | Stadion: Duinwetering, Noordwijk Toeschouwers: 250 Scheidsrechter: Bob Grilis |
| 28 augustus 2013 19:00 | Mohammed Faouzi 90' |               |     | Stadion: Duinwetering, Noordwijk Toeschouwers: 250 Scheidsrechter: Bob Grilis |
| 28 augustus 2013 19:00 |                     |               |     | Stadion: Duinwetering, Noordwijk Toeschouwers: 250 Scheidsrechter: Bob Grilis |
| 28 augustus 2013 19:00 |                     |               |     | Stadion: Duinwetering, Noordwijk Toeschouwers: 250 Scheidsrechter: Bob Grilis |
|                        |                     |               |     |                                                                               |

|                        |        |                                                                 |                  |                                                                         |
| 28 augustus 2013 19:00 | Volkel | 0 – 3 (0 – 1)                                                   | Rijnsburgse Boys | Stadion: Volkel, Volkel Toeschouwers: 700 Scheidsrechter: Lorenzo Cairo |
| 28 augustus 2013 19:00 |        | 25' Raily Ignacio 46' Martin van Eeuwijk 68' Martin van Eeuwijk |                  | Stadion: Volkel, Volkel Toeschouwers: 700 Scheidsrechter: Lorenzo Cairo |
| 28 augustus 2013 19:00 |        |                                                                 |                  | Stadion: Volkel, Volkel Toeschouwers: 700 Scheidsrechter: Lorenzo Cairo |
| 28 augustus 2013 19:00 |        |                                                                 |                  | Stadion: Volkel, Volkel Toeschouwers: 700 Scheidsrechter: Lorenzo Cairo |
|                        |        |                                                                 |                  |                                                                         |

|                        |                                                |                                         |                                         |                                                                          |
| 28 augustus 2013 19:30 | FC Lisse                                       | 2 – 2 n.v. (1 – 1) (1 – 0) (2 – 4 pen.) | TEC VV                                  | Stadion: Ter Specke, Lisse Toeschouwers: 250 Scheidsrechter: Erwin Blank |
| 28 augustus 2013 19:30 | Renaldo Jongebloet 17' Mark van Marrewijk 120' |                                         | 56' Ibrahim Aliskan 117' Sven van Ingen | Stadion: Ter Specke, Lisse Toeschouwers: 250 Scheidsrechter: Erwin Blank |
| 28 augustus 2013 19:30 |                                                |                                         |                                         | Stadion: Ter Specke, Lisse Toeschouwers: 250 Scheidsrechter: Erwin Blank |
| 28 augustus 2013 19:30 |                                                |                                         |                                         | Stadion: Ter Specke, Lisse Toeschouwers: 250 Scheidsrechter: Erwin Blank |
|                        |                                                |                                         |                                         |                                                                          |

|                        |                                       |               |                      |                                                                                    |
| 28 augustus 2013 20:00 | RVVH                                  | 2 – 1 (0 – 1) | JOS Watergraafsmeer  | Stadion: Reyerpark, Ridderkerk Toeschouwers: 800 Scheidsrechter: Paul van der Burg |
| 28 augustus 2013 20:00 | Jesse Eggers 51' Micha Moerenhout 68' |               | 12' Richmond Bossman | Stadion: Reyerpark, Ridderkerk Toeschouwers: 800 Scheidsrechter: Paul van der Burg |
| 28 augustus 2013 20:00 |                                       |               |                      | Stadion: Reyerpark, Ridderkerk Toeschouwers: 800 Scheidsrechter: Paul van der Burg |
| 28 augustus 2013 20:00 |                                       |               |                      | Stadion: Reyerpark, Ridderkerk Toeschouwers: 800 Scheidsrechter: Paul van der Burg |
|                        |                                       |               |                      |                                                                                    |

|                        |                                                  |                            |                                                                              |                                                                                      |
| 28 augustus 2013 20:00 | OJC Rosmalen                                     | 1 – 3 n.v. (1 – 1) (1 – 0) | Hoek                                                                         | Stadion: De Groote Wielen, Rosmalen Toeschouwers: 300 Scheidsrechter: Bas van Dongen |
| 28 augustus 2013 20:00 | Thijs van der Velden 44' Guus Habraken 71', 108' |                            | 88' (pen) Thomas van den Houten 95' Yves Nyemb 119' Guillaume Clinckemaillie | Stadion: De Groote Wielen, Rosmalen Toeschouwers: 300 Scheidsrechter: Bas van Dongen |
| 28 augustus 2013 20:00 |                                                  |                            |                                                                              | Stadion: De Groote Wielen, Rosmalen Toeschouwers: 300 Scheidsrechter: Bas van Dongen |
| 28 augustus 2013 20:00 |                                                  |                            |                                                                              | Stadion: De Groote Wielen, Rosmalen Toeschouwers: 300 Scheidsrechter: Bas van Dongen |
|                        |                                                  |                            |                                                                              |                                                                                      |

|                        |                                   |                            |                                                                |                                                                                |
| 28 augustus 2013 20:00 | SVL                               | 2 – 3 n.v. (2 – 2) (2 – 2) | EHC/Heuts                                                      | Stadion: Oranjehof, Langbroek Toeschouwers: 600 Scheidsrechter: Wim Bronsvoort |
| 28 augustus 2013 20:00 | Joran Hofman 10' Danny Kuijer 22' |                            | 5' Olaf Rompelberg 29' Jemayel Maruanaja 107' Peter-Jan Erkens | Stadion: Oranjehof, Langbroek Toeschouwers: 600 Scheidsrechter: Wim Bronsvoort |
| 28 augustus 2013 20:00 |                                   |                            |                                                                | Stadion: Oranjehof, Langbroek Toeschouwers: 600 Scheidsrechter: Wim Bronsvoort |
| 28 augustus 2013 20:00 |                                   |                            |                                                                | Stadion: Oranjehof, Langbroek Toeschouwers: 600 Scheidsrechter: Wim Bronsvoort |
|                        |                                   |                            |                                                                |                                                                                |

|                        |                          |               |                                      |                                                                                     |
| 28 augustus 2013 20:00 | SHO                      | 1 – 2 (0 – 1) | AFC                                  | Stadion: Kikkershoek, Oud-Beijerland Toeschouwers: 350 Scheidsrechter: Louis Duarte |
| 28 augustus 2013 20:00 | Giovanni Klaverweide 53' |               | 34' Tim Wulffraat 79' Enrico Patrick | Stadion: Kikkershoek, Oud-Beijerland Toeschouwers: 350 Scheidsrechter: Louis Duarte |
| 28 augustus 2013 20:00 |                          |               |                                      | Stadion: Kikkershoek, Oud-Beijerland Toeschouwers: 350 Scheidsrechter: Louis Duarte |
| 28 augustus 2013 20:00 |                          |               |                                      | Stadion: Kikkershoek, Oud-Beijerland Toeschouwers: 350 Scheidsrechter: Louis Duarte |
|                        |                          |               |                                      |                                                                                     |

|                        |                                                                                                |               |                      |                                                                         |
| 28 augustus 2013 20:00 | Harkemase Boys                                                                                 | 4 – 1 (0 – 0) | Rohda Raalte         | Stadion: De Bosk, Harkema Toeschouwers: 800 Scheidsrechter: Alwin Steeg |
| 28 augustus 2013 20:00 | Robin Huisman de Jong (pen) 54' Jordi Lemmens (e.d.) 57' Heine Uuldriks 90' Heine Uuldriks 90' |               | 63' Jasper Broekhuis | Stadion: De Bosk, Harkema Toeschouwers: 800 Scheidsrechter: Alwin Steeg |
| 28 augustus 2013 20:00 |                                                                                                |               |                      | Stadion: De Bosk, Harkema Toeschouwers: 800 Scheidsrechter: Alwin Steeg |
| 28 augustus 2013 20:00 |                                                                                                |               |                      | Stadion: De Bosk, Harkema Toeschouwers: 800 Scheidsrechter: Alwin Steeg |
|                        |                                                                                                |               |                      |                                                                         |

|                        |                      |               |                                         |                                                                                       |
| 28 augustus 2013 20:00 | HHC Hardenberg       | 1 – 2 (0 – 1) | JVC Cuijk                               | Stadion: De Boshoek, Hardenberg Toeschouwers: 900 Scheidsrechter: Peter van Turenhout |
| 28 augustus 2013 20:00 | Tiemen van Hezel 90' |               | 19' Fathi Ben-Ahmed 71' Fathi Ben-Ahmed | Stadion: De Boshoek, Hardenberg Toeschouwers: 900 Scheidsrechter: Peter van Turenhout |
| 28 augustus 2013 20:00 |                      |               |                                         | Stadion: De Boshoek, Hardenberg Toeschouwers: 900 Scheidsrechter: Peter van Turenhout |
| 28 augustus 2013 20:00 |                      |               |                                         | Stadion: De Boshoek, Hardenberg Toeschouwers: 900 Scheidsrechter: Peter van Turenhout |
|                        |                      |               |                                         |                                                                                       |

|                        |                                                                |               |                                   |                                                                        |
| 28 augustus 2013 20:00 | DVS '33                                                        | 4 – 1 (2 – 1) | Hollandia                         | Stadion: DVS'33, Ermelo Toeschouwers: 500 Scheidsrechter: Stijn Berben |
| 28 augustus 2013 20:00 | Ali Akla 9' Frank Smeding 31' Ali Akla 59' Henk Baum (pen) 63' |               | 20' Kalvin Robert 62' Nick de Wit | Stadion: DVS'33, Ermelo Toeschouwers: 500 Scheidsrechter: Stijn Berben |
| 28 augustus 2013 20:00 |                                                                |               |                                   | Stadion: DVS'33, Ermelo Toeschouwers: 500 Scheidsrechter: Stijn Berben |
| 28 augustus 2013 20:00 |                                                                |               |                                   | Stadion: DVS'33, Ermelo Toeschouwers: 500 Scheidsrechter: Stijn Berben |
|                        |                                                                |               |                                   |                                                                        |

|                        |                                                               |               |            |                                                                               |
| 28 augustus 2013 20:00 | IJsselmeervogels                                              | 3 – 0 (2 – 0) | FC Lienden | Stadion: De Westmaat, Spakenburg Toeschouwers: 850 Scheidsrechter: Edwin Boot |
| 28 augustus 2013 20:00 | Arnoud van Toor 37' Nabil El Gourari 38' Selmo Kurbegović 46' |               |            | Stadion: De Westmaat, Spakenburg Toeschouwers: 850 Scheidsrechter: Edwin Boot |
| 28 augustus 2013 20:00 |                                                               |               |            | Stadion: De Westmaat, Spakenburg Toeschouwers: 850 Scheidsrechter: Edwin Boot |
| 28 augustus 2013 20:00 |                                                               |               |            | Stadion: De Westmaat, Spakenburg Toeschouwers: 850 Scheidsrechter: Edwin Boot |
|                        |                                                               |               |            |                                                                               |

|                        |               |                                                         |        |                                                                                  |
| 28 augustus 2013 20:00 | SC Genemuiden | 0 – 1 n.v.                                              | Deurne | Stadion: De Wetering, Genemuiden Toeschouwers: 500 Scheidsrechter: Johan Bezemer |
| 28 augustus 2013 20:00 |               | 93' Harm van der Steen 90', 100' Alain van de Besselaar |        | Stadion: De Wetering, Genemuiden Toeschouwers: 500 Scheidsrechter: Johan Bezemer |
| 28 augustus 2013 20:00 |               |                                                         |        | Stadion: De Wetering, Genemuiden Toeschouwers: 500 Scheidsrechter: Johan Bezemer |
| 28 augustus 2013 20:00 |               |                                                         |        | Stadion: De Wetering, Genemuiden Toeschouwers: 500 Scheidsrechter: Johan Bezemer |
|                        |               |                                                         |        |                                                                                  |

|                        |                                      |               |                      |                                                                            |
| 28 augustus 2013 20:00 | Kozakken Boys                        | 2 – 1 (1 – 1) | Be Quick 1887        | Stadion: De Zwaaier, Werkendam Toeschouwers: 700 Scheidsrechter: Menno Hof |
| 28 augustus 2013 20:00 | Gwaeron Stout 25' Quentin Jakoba 70' |               | 23' Rob van der Leij | Stadion: De Zwaaier, Werkendam Toeschouwers: 700 Scheidsrechter: Menno Hof |
| 28 augustus 2013 20:00 |                                      |               |                      | Stadion: De Zwaaier, Werkendam Toeschouwers: 700 Scheidsrechter: Menno Hof |
| 28 augustus 2013 20:00 |                                      |               |                      | Stadion: De Zwaaier, Werkendam Toeschouwers: 700 Scheidsrechter: Menno Hof |
|                        |                                      |               |                      |                                                                            |

### 2e ronde
In de tweede ronde stroomden de vier vrijgelote clubs (ASWH, Smitshoek, HBS en Wilhelmina '08), de kampioenen van de Topklassen (Achilles '29 en Katwijk), de (vervangend) periodekampioenen van de Topklassen (ADO '20, Barendrecht, Excelsior '31, GVVV, HSC '21 en De Treffers) en de 34 profclubs in; de wedstrijden werden gespeeld op 24, 25 en 26 september 2013. Clubs die gedurende het seizoen Europees actief waren, konden niet tegen elkaar loten. De loting werd op 4 juli 2013 verricht door Adam Sarota en was live te volgen op het YouTube-kanaal van de KNVB.
|                         |                   |            |                |                                                                        |
| 24 september 2013 17:00 | Capelle           | 1 – 0 n.v. | Almere City FC | Stadion: 't Slot, Capelle Toeschouwers: 600 Scheidsrechter: Edwin Boot |
| 24 september 2013 17:00 | Marvin Strik 118' |            |                | Stadion: 't Slot, Capelle Toeschouwers: 600 Scheidsrechter: Edwin Boot |
| 24 september 2013 17:00 |                   |            |                | Stadion: 't Slot, Capelle Toeschouwers: 600 Scheidsrechter: Edwin Boot |
| 24 september 2013 17:00 |                   |            |                | Stadion: 't Slot, Capelle Toeschouwers: 600 Scheidsrechter: Edwin Boot |
|                         |                   |            |                |                                                                        |

|                         |                | |        |                                                                             |
| 24 september 2013 18:45 | Harkemase Boys | 0 – 8 (0 – 3) | N.E.C. | Stadion: De Bosk, Harkema Toeschouwers: 2.000 Scheidsrechter: Siemen Mulder |
| 24 september 2013 18:45 |                | 19' Christoph Hemlein 36' Christoph Hemlein 37' Jakob Jantscher 58' Christoph Hemlein 61' Navarone Foor 69' Samuel Štefánik 76' Alireza Jahanbakhsh 88' Jakob Jantscher |        | Stadion: De Bosk, Harkema Toeschouwers: 2.000 Scheidsrechter: Siemen Mulder |
| 24 september 2013 18:45 |                | |        | Stadion: De Bosk, Harkema Toeschouwers: 2.000 Scheidsrechter: Siemen Mulder |
| 24 september 2013 18:45 |                | |        | Stadion: De Bosk, Harkema Toeschouwers: 2.000 Scheidsrechter: Siemen Mulder |
|                         |                | |        |                                                                             |

|                         |                                            |               |                                                             |                                                                          |
| 24 september 2013 19:00 | TEC VV                                     | 1 – 3 (0 – 3) | MVV Maastricht                                              | Stadion: De Lok, Tiel Toeschouwers: 1.000 Scheidsrechter: Ingmar Oostrom |
| 24 september 2013 19:00 | Sven van Ingen 20', 40' Nehemia Sanaky 68' |               | 38' (pen) Gianluca Maria 43' Gianluca Maria 45' Sven Braken | Stadion: De Lok, Tiel Toeschouwers: 1.000 Scheidsrechter: Ingmar Oostrom |
| 24 september 2013 19:00 |                                            |               |                                                             | Stadion: De Lok, Tiel Toeschouwers: 1.000 Scheidsrechter: Ingmar Oostrom |
| 24 september 2013 19:00 |                                            |               |                                                             | Stadion: De Lok, Tiel Toeschouwers: 1.000 Scheidsrechter: Ingmar Oostrom |
|                         |                                            |               |                                                             |                                                                          |

|                         |                   |               | |                                                                                |
| 24 september 2013 19:30 | Katwijk           | 1 – 6 (0 – 5) | SC Cambuur | Stadion: De Krom, Katwijk Toeschouwers: 800 Scheidsrechter: Edwin van de Graaf |
| 24 september 2013 19:30 | Joost Leonard 55' |               | 18' Kevin Brands 25' Paco van Moorsel 29' Martijn Barto 40' Marcel Ritzmaier 42' Ramon Leeuwin 68' Marlon Pereira Freire | Stadion: De Krom, Katwijk Toeschouwers: 800 Scheidsrechter: Edwin van de Graaf |
| 24 september 2013 19:30 |                   |               | | Stadion: De Krom, Katwijk Toeschouwers: 800 Scheidsrechter: Edwin van de Graaf |
| 24 september 2013 19:30 |                   |               | | Stadion: De Krom, Katwijk Toeschouwers: 800 Scheidsrechter: Edwin van de Graaf |
|                         |                   |               | |                                                                                |

|                         |         |                                                                               |                 |                                                                                  |
| 24 september 2013 20:00 | DVS '33 | 0 – 3 (0 – 2)                                                                 | Go Ahead Eagles | Stadion: DVS'33, Ermelo Toeschouwers: 1.500 Scheidsrechter: Karel van den Heuvel |
| 24 september 2013 20:00 |         | 8' Erik Falkenburg 37' Doke Schmidt 39' Joeri Schroyen 86' Jop van der Linden |                 | Stadion: DVS'33, Ermelo Toeschouwers: 1.500 Scheidsrechter: Karel van den Heuvel |
| 24 september 2013 20:00 |         |                                                                               |                 | Stadion: DVS'33, Ermelo Toeschouwers: 1.500 Scheidsrechter: Karel van den Heuvel |
| 24 september 2013 20:00 |         |                                                                               |                 | Stadion: DVS'33, Ermelo Toeschouwers: 1.500 Scheidsrechter: Karel van den Heuvel |
|                         |         |                                                                               |                 |                                                                                  |

|                         |                                                         |                            |                                     |                                                                                       |
| 24 september 2013 20:00 | IJsselmeervogels                                        | 3 – 2 n.v. (2 – 2) (0 – 2) | Helmond Sport                       | Stadion: De Westmaat, Spakenburg Toeschouwers: 2.100 Scheidsrechter: Richard Liesveld |
| 24 september 2013 20:00 | Nick Kuipers 88' Mark Rutgers 90' Thomas Verheijdt 111' |                            | 11' Dave Nieskens 43' Dave Nieskens | Stadion: De Westmaat, Spakenburg Toeschouwers: 2.100 Scheidsrechter: Richard Liesveld |
| 24 september 2013 20:00 |                                                         |                            |                                     | Stadion: De Westmaat, Spakenburg Toeschouwers: 2.100 Scheidsrechter: Richard Liesveld |
| 24 september 2013 20:00 |                                                         |                            |                                     | Stadion: De Westmaat, Spakenburg Toeschouwers: 2.100 Scheidsrechter: Richard Liesveld |
|                         |                                                         |                            |                                     |                                                                                       |

|                         |                 |               |                                                        |                                                                                       |
| 24 september 2013 20:00 | De Graafschap   | 1 – 3 (1 – 2) | Excelsior                                              | Stadion: De Vijverberg, Doetinchem Toeschouwers: 2.305 Scheidsrechter: Danny Makkelie |
| 24 september 2013 20:00 | Anco Jansen 12' |               | 7' (pen) Lars Hutten 19' Daan Blij 90' Kevin Vermeulen | Stadion: De Vijverberg, Doetinchem Toeschouwers: 2.305 Scheidsrechter: Danny Makkelie |
| 24 september 2013 20:00 |                 |               |                                                        | Stadion: De Vijverberg, Doetinchem Toeschouwers: 2.305 Scheidsrechter: Danny Makkelie |
| 24 september 2013 20:00 |                 |               |                                                        | Stadion: De Vijverberg, Doetinchem Toeschouwers: 2.305 Scheidsrechter: Danny Makkelie |
|                         |                 |               |                                                        |                                                                                       |

|                         |                                      |                            |                  |                                                                                     |
| 24 september 2013 20:00 | Excelsior '31                        | 2 – 1 n.v. (1 – 1) (0 – 1) | Willem II        | Stadion: De Koerbelt, Rijssen Toeschouwers: 1.750 Scheidsrechter: Merlijn Gerritsen |
| 24 september 2013 20:00 | John Lubbers 77' Hakim Ezafzafi 108' |                            | 39' Ruud Boymans | Stadion: De Koerbelt, Rijssen Toeschouwers: 1.750 Scheidsrechter: Merlijn Gerritsen |
| 24 september 2013 20:00 |                                      |                            |                  | Stadion: De Koerbelt, Rijssen Toeschouwers: 1.750 Scheidsrechter: Merlijn Gerritsen |
| 24 september 2013 20:00 |                                      |                            |                  | Stadion: De Koerbelt, Rijssen Toeschouwers: 1.750 Scheidsrechter: Merlijn Gerritsen |
|                         |                                      |                            |                  |                                                                                     |

|                         |                   |               |                                         |                                                                                  |
| 24 september 2013 20:00 | FC Oss            | 1 – 2 (0 – 1) | VVV-Venlo                               | Stadion: Frans Heesenstadion, Oss Toeschouwers: 711 Scheidsrechter: Rogier Honig |
| 24 september 2013 20:00 | Marko Maletić 81' |               | 41' Prince Rajcomar 89' Jules Reimerink | Stadion: Frans Heesenstadion, Oss Toeschouwers: 711 Scheidsrechter: Rogier Honig |
| 24 september 2013 20:00 |                   |               |                                         | Stadion: Frans Heesenstadion, Oss Toeschouwers: 711 Scheidsrechter: Rogier Honig |
| 24 september 2013 20:00 |                   |               |                                         | Stadion: Frans Heesenstadion, Oss Toeschouwers: 711 Scheidsrechter: Rogier Honig |
|                         |                   |               |                                         |                                                                                  |

|                         |                    |               |                                                         |                                                                                  |
| 24 september 2013 20:00 | GVVV               | 0 – 3 (0 – 0) | ADO Den Haag                                            | Stadion: Panhuis, Veenendaal Toeschouwers: 2.250 Scheidsrechter: Richard Martens |
| 24 september 2013 20:00 | Koen Oost 32', 81' |               | 62' Vito Wormgoor 79' Mathias Gehrt 83' Mike van Duinen | Stadion: Panhuis, Veenendaal Toeschouwers: 2.250 Scheidsrechter: Richard Martens |
| 24 september 2013 20:00 |                    |               |                                                         | Stadion: Panhuis, Veenendaal Toeschouwers: 2.250 Scheidsrechter: Richard Martens |
| 24 september 2013 20:00 |                    |               |                                                         | Stadion: Panhuis, Veenendaal Toeschouwers: 2.250 Scheidsrechter: Richard Martens |
|                         |                    |               |                                                         |                                                                                  |

|                         |                 |               |                                     |                                                                                 |
| 24 september 2013 20:00 | Deurne          | 0 – 2 (0 – 1) | FC Emmen                            | Stadion: De Kranenmortel, Deurne Toeschouwers: 600 Scheidsrechter: Stijn Berben |
| 24 september 2013 20:00 | Maarten Vos 66' |               | 37' Sander Rozema 85' Wout Weghorst | Stadion: De Kranenmortel, Deurne Toeschouwers: 600 Scheidsrechter: Stijn Berben |
| 24 september 2013 20:00 |                 |               |                                     | Stadion: De Kranenmortel, Deurne Toeschouwers: 600 Scheidsrechter: Stijn Berben |
| 24 september 2013 20:00 |                 |               |                                     | Stadion: De Kranenmortel, Deurne Toeschouwers: 600 Scheidsrechter: Stijn Berben |
|                         |                 |               |                                     |                                                                                 |

|                         |                   |               |                                                                              |                                                                         |
| 24 september 2013 20:00 | EHC/Heuts         | 1 – 4 (0 – 2) | FC Eindhoven                                                                 | Stadion: De Dem, Hoensbroek Toeschouwers: 800 Scheidsrechter: Davy Otto |
| 24 september 2013 20:00 | Karim Mahmoud 48' |               | 29' Jens van Son 41' Fries Deschilder 50' Jasper Waalkens 52' Donny de Groot | Stadion: De Dem, Hoensbroek Toeschouwers: 800 Scheidsrechter: Davy Otto |
| 24 september 2013 20:00 |                   |               |                                                                              | Stadion: De Dem, Hoensbroek Toeschouwers: 800 Scheidsrechter: Davy Otto |
| 24 september 2013 20:00 |                   |               |                                                                              | Stadion: De Dem, Hoensbroek Toeschouwers: 800 Scheidsrechter: Davy Otto |
|                         |                   |               |                                                                              |                                                                         |

|                         |                  |               |                                     |                                                                                        |
| 24 september 2013 20:00 | Barendrecht      | 0 – 2 (0 – 1) | JVC Cuijk                           | Stadion: De Bongerd, Barendrecht Toeschouwers: 500 Scheidsrechter: Peter van Turenhout |
| 24 september 2013 20:00 | Ivan Almeida 72' |               | 3' Frenk Schaap 90' Alexander Prent | Stadion: De Bongerd, Barendrecht Toeschouwers: 500 Scheidsrechter: Peter van Turenhout |
| 24 september 2013 20:00 |                  |               |                                     | Stadion: De Bongerd, Barendrecht Toeschouwers: 500 Scheidsrechter: Peter van Turenhout |
| 24 september 2013 20:00 |                  |               |                                     | Stadion: De Bongerd, Barendrecht Toeschouwers: 500 Scheidsrechter: Peter van Turenhout |
|                         |                  |               |                                     |                                                                                        |

|                         | |               |                 |                                                                                  |
| 24 september 2013 20:00 | Achilles '29                                                                                         | 5 – 1 (2 – 0) | HSC '21         | Stadion: De Heikant, Groesbeek Toeschouwers: 450 Scheidsrechter: Jeroen Manschot |
| 24 september 2013 20:00 | Freek Thoone 13' Twan Smits 32' Levi Raja Boean 67' Mart Stokkers (e.d.) 86' Daniël van Straaten 89' |               | 76' Stef Ottink | Stadion: De Heikant, Groesbeek Toeschouwers: 450 Scheidsrechter: Jeroen Manschot |
| 24 september 2013 20:00 | |               |                 | Stadion: De Heikant, Groesbeek Toeschouwers: 450 Scheidsrechter: Jeroen Manschot |
| 24 september 2013 20:00 | |               |                 | Stadion: De Heikant, Groesbeek Toeschouwers: 450 Scheidsrechter: Jeroen Manschot |
|                         | |               |                 |                                                                                  |

|                         |                                                                |               |              |                                                                                  |
| 24 september 2013 20:00 | Kozakken Boys                                                  | 3 – 0 (1 – 0) | Scheveningen | Stadion: De Zwaaier, Werkendam Toeschouwers: 900 Scheidsrechter: Laurens Gerrets |
| 24 september 2013 20:00 | Ismael Yildirim 20' Richie Basoski 69' Sjoerd van der Waal 80' |               |              | Stadion: De Zwaaier, Werkendam Toeschouwers: 900 Scheidsrechter: Laurens Gerrets |
| 24 september 2013 20:00 |                                                                |               |              | Stadion: De Zwaaier, Werkendam Toeschouwers: 900 Scheidsrechter: Laurens Gerrets |
| 24 september 2013 20:00 |                                                                |               |              | Stadion: De Zwaaier, Werkendam Toeschouwers: 900 Scheidsrechter: Laurens Gerrets |
|                         |                                                                |               |              |                                                                                  |

|                         |              |                   |                 |                                                                                       |
| 24 september 2013 20:45 | RKC Waalwijk | 0 – 1 n.v.        | Heracles Almelo | Stadion: Mandemakers Stadion, Waalwijk Toeschouwers: 2.178 Scheidsrechter: Kevin Blom |
| 24 september 2013 20:45 |              | 116' Thomas Bruns |                 | Stadion: Mandemakers Stadion, Waalwijk Toeschouwers: 2.178 Scheidsrechter: Kevin Blom |
| 24 september 2013 20:45 |              |                   |                 | Stadion: Mandemakers Stadion, Waalwijk Toeschouwers: 2.178 Scheidsrechter: Kevin Blom |
| 24 september 2013 20:45 |              |                   |                 | Stadion: Mandemakers Stadion, Waalwijk Toeschouwers: 2.178 Scheidsrechter: Kevin Blom |
|                         |              |                   |                 |                                                                                       |

|                         |                  |               |                                   |                                                                                              |
| 25 september 2013 17:00 | Smitshoek        | 1 – 2 (1 – 0) | NAC Breda                         | Stadion: Sportpark Smitshoek, Barendrecht Toeschouwers: 2.000 Scheidsrechter: Christiaan Bax |
| 25 september 2013 17:00 | Tom den Boer 45' |               | 48' Mats Seuntjens 63' Elson Hooi | Stadion: Sportpark Smitshoek, Barendrecht Toeschouwers: 2.000 Scheidsrechter: Christiaan Bax |
| 25 september 2013 17:00 |                  |               |                                   | Stadion: Sportpark Smitshoek, Barendrecht Toeschouwers: 2.000 Scheidsrechter: Christiaan Bax |
| 25 september 2013 17:00 |                  |               |                                   | Stadion: Sportpark Smitshoek, Barendrecht Toeschouwers: 2.000 Scheidsrechter: Christiaan Bax |
|                         |                  |               |                                   |                                                                                              |

|                         |                        |               |                                                         |                                                                                           |
| 25 september 2013 17:00 | Rijnsburgse Boys       | 1 – 2 (1 – 2) | Roda JC Kerkrade                                        | Stadion: Middelmors, Rijnsburg Toeschouwers: 1.000 Scheidsrechter: Martin van den Kerkhof |
| 25 september 2013 17:00 | Martin van Eeuwijk 20' |               | 27' Frank Demouge 34' Frank Demouge 37' Henk Dijkhuizen | Stadion: Middelmors, Rijnsburg Toeschouwers: 1.000 Scheidsrechter: Martin van den Kerkhof |
| 25 september 2013 17:00 |                        |               |                                                         | Stadion: Middelmors, Rijnsburg Toeschouwers: 1.000 Scheidsrechter: Martin van den Kerkhof |
| 25 september 2013 17:00 |                        |               |                                                         | Stadion: Middelmors, Rijnsburg Toeschouwers: 1.000 Scheidsrechter: Martin van den Kerkhof |
|                         |                        |               |                                                         |                                                                                           |

|                         |     |                                     |              |                                                                                    |
| 25 september 2013 17:00 | AFC | 0 – 2 (0 – 1)                       | FC Groningen | Stadion: Goed Genoeg, Amsterdam Toeschouwers: 1.250 Scheidsrechter: Tom van Sichem |
| 25 september 2013 17:00 |     | 27' Filip Kostić 60' Género Zeefuik |              | Stadion: Goed Genoeg, Amsterdam Toeschouwers: 1.250 Scheidsrechter: Tom van Sichem |
| 25 september 2013 17:00 |     |                                     |              | Stadion: Goed Genoeg, Amsterdam Toeschouwers: 1.250 Scheidsrechter: Tom van Sichem |
| 25 september 2013 17:00 |     |                                     |              | Stadion: Goed Genoeg, Amsterdam Toeschouwers: 1.250 Scheidsrechter: Tom van Sichem |
|                         |     |                                     |              |                                                                                    |

|                         |                  |               |                                                                 |                                                                                     |
| 25 september 2013 17:00 | RVVH             | 1 – 3 (1 – 1) | Vitesse                                                         | Stadion: Ridderkerk, Ridderkerk Toeschouwers: 1.600 Scheidsrechter: Allard Lindhout |
| 25 september 2013 17:00 | Jesse Eggers 37' |               | 45' Theo Janssen 65' Goeram Kasjia 74' Jan-Arie van der Heijden | Stadion: Ridderkerk, Ridderkerk Toeschouwers: 1.600 Scheidsrechter: Allard Lindhout |
| 25 september 2013 17:00 |                  |               |                                                                 | Stadion: Ridderkerk, Ridderkerk Toeschouwers: 1.600 Scheidsrechter: Allard Lindhout |
| 25 september 2013 17:00 |                  |               |                                                                 | Stadion: Ridderkerk, Ridderkerk Toeschouwers: 1.600 Scheidsrechter: Allard Lindhout |
|                         |                  |               |                                                                 |                                                                                     |

|                         |                                                                                            |               |                    |                                                                                              |
| 25 september 2013 18:45 | PSV                                                                                        | 4 – 1 (2 – 1) | Telstar            | Stadion: Philips Stadion, Eindhoven Toeschouwers: 15.000 Scheidsrechter: Reinold Wiedemeijer |
| 25 september 2013 18:45 | Florian Jozefzoon 40' Jürgen Locadia (pen) 45' Jürgen Locadia (pen) 74' Jürgen Locadia 90' |               | 9' Diangi Matusiwa | Stadion: Philips Stadion, Eindhoven Toeschouwers: 15.000 Scheidsrechter: Reinold Wiedemeijer |
| 25 september 2013 18:45 |                                                                                            |               |                    | Stadion: Philips Stadion, Eindhoven Toeschouwers: 15.000 Scheidsrechter: Reinold Wiedemeijer |
| 25 september 2013 18:45 |                                                                                            |               |                    | Stadion: Philips Stadion, Eindhoven Toeschouwers: 15.000 Scheidsrechter: Reinold Wiedemeijer |
|                         |                                                                                            |               |                    |                                                                                              |

|                         |                                                                                  |                            |                  |                                                                                    |
| 25 september 2013 20:00 | AZ                                                                               | 4 – 1 n.v. (1 – 1) (1 – 1) | Sparta Rotterdam | Stadion: AFAS Stadion, Alkmaar Toeschouwers: 11.231 Scheidsrechter: Pol van Boekel |
| 25 september 2013 20:00 | Aron Jóhannsson 5' Aron Jóhannsson 91' Aron Jóhannsson 105' Steven Berghuis 119' |                            | 8' Johan Voskamp | Stadion: AFAS Stadion, Alkmaar Toeschouwers: 11.231 Scheidsrechter: Pol van Boekel |
| 25 september 2013 20:00 |                                                                                  |                            |                  | Stadion: AFAS Stadion, Alkmaar Toeschouwers: 11.231 Scheidsrechter: Pol van Boekel |
| 25 september 2013 20:00 |                                                                                  |                            |                  | Stadion: AFAS Stadion, Alkmaar Toeschouwers: 11.231 Scheidsrechter: Pol van Boekel |
|                         |                                                                                  |                            |                  |                                                                                    |

|                         |                                                                              |               |                                |                                                                                            |
| 25 september 2013 20:00 | FC Utrecht                                                                   | 4 – 1 (1 – 0) | FC Den Bosch                   | Stadion: Stadion Galgenwaard, Utrecht Toeschouwers: 8.550 Scheidsrechter: Serdar Gözübüyük |
| 25 september 2013 20:00 | Jens Toornstra 15' Jens Toornstra 47' Gévero Markiet 53' Steve De Ridder 84' |               | 69' (e.d.) Mark van der Maarel | Stadion: Stadion Galgenwaard, Utrecht Toeschouwers: 8.550 Scheidsrechter: Serdar Gözübüyük |
| 25 september 2013 20:00 |                                                                              |               |                                | Stadion: Stadion Galgenwaard, Utrecht Toeschouwers: 8.550 Scheidsrechter: Serdar Gözübüyük |
| 25 september 2013 20:00 |                                                                              |               |                                | Stadion: Stadion Galgenwaard, Utrecht Toeschouwers: 8.550 Scheidsrechter: Serdar Gözübüyük |
|                         |                                                                              |               |                                |                                                                                            |

|                         |                                       |               |                 |                                                                                        |
| 25 september 2013 20:00 | PEC Zwolle                            | 2 – 0 (1 – 0) | Fortuna Sittard | Stadion: IJsseldeltastadion, Zwolle Toeschouwers: 7.600 Scheidsrechter: Jeroen Sanders |
| 25 september 2013 20:00 | Rochdi Achenteh 20' Joost Broerse 86' |               |                 | Stadion: IJsseldeltastadion, Zwolle Toeschouwers: 7.600 Scheidsrechter: Jeroen Sanders |
| 25 september 2013 20:00 |                                       |               |                 | Stadion: IJsseldeltastadion, Zwolle Toeschouwers: 7.600 Scheidsrechter: Jeroen Sanders |
| 25 september 2013 20:00 |                                       |               |                 | Stadion: IJsseldeltastadion, Zwolle Toeschouwers: 7.600 Scheidsrechter: Jeroen Sanders |
|                         |                                       |               |                 |                                                                                        |

|                         |                    |               |         |                                                                                       |
| 25 september 2013 20:00 | ASWH               | 1 – 0 (1 – 0) | ADO '20 | Stadion: Schildman, Hendrik-Ido-Ambacht Toeschouwers: 450 Scheidsrechter: Erwin Blank |
| 25 september 2013 20:00 | Ferry van Lare 15' |               |         | Stadion: Schildman, Hendrik-Ido-Ambacht Toeschouwers: 450 Scheidsrechter: Erwin Blank |
| 25 september 2013 20:00 |                    |               |         | Stadion: Schildman, Hendrik-Ido-Ambacht Toeschouwers: 450 Scheidsrechter: Erwin Blank |
| 25 september 2013 20:00 |                    |               |         | Stadion: Schildman, Hendrik-Ido-Ambacht Toeschouwers: 450 Scheidsrechter: Erwin Blank |
|                         |                    |               |         |                                                                                       |

|                         |                                                                        |               |     |                                                                    |
| 25 september 2013 20:00 | Hoek                                                                   | 3 – 0 (0 – 0) | HBS | Stadion: Denoek, Hoek Toeschouwers: 600 Scheidsrechter: Bob Grilis |
| 25 september 2013 20:00 | Guillaume Clinckemaillie (pen) 71' Kyle Doesburg 84' Fabian Wilson 90' |               |     | Stadion: Denoek, Hoek Toeschouwers: 600 Scheidsrechter: Bob Grilis |
| 25 september 2013 20:00 |                                                                        |               |     | Stadion: Denoek, Hoek Toeschouwers: 600 Scheidsrechter: Bob Grilis |
| 25 september 2013 20:00 |                                                                        |               |     | Stadion: Denoek, Hoek Toeschouwers: 600 Scheidsrechter: Bob Grilis |
|                         |                                                                        |               |     |                                                                    |

|                         |            |                                     |           |                                                                                      |
| 25 september 2013 20:00 | De Zouaven | 0 – 2 (0 – 0)                       | Noordwijk | Stadion: Sportcomplex Middelweg, Hoorn Toeschouwers: 525 Scheidsrechter: Tom Koekoek |
| 25 september 2013 20:00 |            | 62' Denzel James 75' Stefan Mertens |           | Stadion: Sportcomplex Middelweg, Hoorn Toeschouwers: 525 Scheidsrechter: Tom Koekoek |
| 25 september 2013 20:00 |            |                                     |           | Stadion: Sportcomplex Middelweg, Hoorn Toeschouwers: 525 Scheidsrechter: Tom Koekoek |
| 25 september 2013 20:00 |            |                                     |           | Stadion: Sportcomplex Middelweg, Hoorn Toeschouwers: 525 Scheidsrechter: Tom Koekoek |
|                         |            |                                     |           |                                                                                      |

|                         |                                                                         |                            |                                     |                                                                                     |
| 25 september 2013 20:45 | Ajax                                                                    | 4 – 2 n.v. (1 – 1) (1 – 0) | FC Volendam                         | Stadion: Amsterdam ArenA, Amsterdam Toeschouwers: 27.715 Scheidsrechter: Ed Janssen |
| 25 september 2013 20:45 | Lucas Andersen 27' Lasse Schöne 97' Danny Hoesen 112' Lasse Schöne 115' |                            | 67' Robert Mühren 94' Robert Mühren | Stadion: Amsterdam ArenA, Amsterdam Toeschouwers: 27.715 Scheidsrechter: Ed Janssen |
| 25 september 2013 20:45 |                                                                         |                            |                                     | Stadion: Amsterdam ArenA, Amsterdam Toeschouwers: 27.715 Scheidsrechter: Ed Janssen |
| 25 september 2013 20:45 |                                                                         |                            |                                     | Stadion: Amsterdam ArenA, Amsterdam Toeschouwers: 27.715 Scheidsrechter: Ed Janssen |
|                         |                                                                         |                            |                                     |                                                                                     |

|                         |                                                                    |               |                          |                                                                                           |
| 26 september 2013 18:45 | sc Heerenveen                                                      | 3 – 0 (1 – 0) | FC Twente                | Stadion: Abe Lenstra Stadion, Heerenveen Toeschouwers: 13.000 Scheidsrechter: Pieter Vink |
| 26 september 2013 18:45 | Luciano Slagveer 20' Alfred Finnbogason 50' Alfred Finnbogason 63' |               | 21', 24' Roberto Rosales | Stadion: Abe Lenstra Stadion, Heerenveen Toeschouwers: 13.000 Scheidsrechter: Pieter Vink |
| 26 september 2013 18:45 |                                                                    |               |                          | Stadion: Abe Lenstra Stadion, Heerenveen Toeschouwers: 13.000 Scheidsrechter: Pieter Vink |
| 26 september 2013 18:45 |                                                                    |               |                          | Stadion: Abe Lenstra Stadion, Heerenveen Toeschouwers: 13.000 Scheidsrechter: Pieter Vink |
|                         |                                                                    |               |                          |                                                                                           |

|                         |                                                       |               |                     |                                                                             |
| 26 september 2013 20:00 | Wilhelmina '08                                        | 3 – 1 (1 – 0) | SWZ/Boso Sneek      | Stadion: Drakesteyn, Weert Toeschouwers: 200 Scheidsrechter: Bas van Dongen |
| 26 september 2013 20:00 | Perrin Hendrix 8' Roy Schijven 65' Perrin Hendrix 78' |               | 49' Tjeerd Andringa | Stadion: Drakesteyn, Weert Toeschouwers: 200 Scheidsrechter: Bas van Dongen |
| 26 september 2013 20:00 |                                                       |               |                     | Stadion: Drakesteyn, Weert Toeschouwers: 200 Scheidsrechter: Bas van Dongen |
| 26 september 2013 20:00 |                                                       |               |                     | Stadion: Drakesteyn, Weert Toeschouwers: 200 Scheidsrechter: Bas van Dongen |
|                         |                                                       |               |                     |                                                                             |

|                         |             |                      |     |                                                                                   |
| 26 september 2013 20:00 | De Treffers | 0 – 1 (0 – 1)        | EVV | Stadion: Sportpark Zuid, Groesbeek Toeschouwers: 500 Scheidsrechter: Martin Pérez |
| 26 september 2013 20:00 |             | 26' Michèle Meerburg |     | Stadion: Sportpark Zuid, Groesbeek Toeschouwers: 500 Scheidsrechter: Martin Pérez |
| 26 september 2013 20:00 |             |                      |     | Stadion: Sportpark Zuid, Groesbeek Toeschouwers: 500 Scheidsrechter: Martin Pérez |
| 26 september 2013 20:00 |             |                      |     | Stadion: Sportpark Zuid, Groesbeek Toeschouwers: 500 Scheidsrechter: Martin Pérez |
|                         |             |                      |     |                                                                                   |

|                         |                                                            |               |              |                                                                                           |
| 26 september 2013 20:45 | Feyenoord                                                  | 3 – 0 (1 – 0) | FC Dordrecht | Stadion: Stadion Feijenoord, Rotterdam Toeschouwers: 28.000 Scheidsrechter: Dennis Higler |
| 26 september 2013 20:45 | Graziano Pellè 36' Ruben Schaken 64' Samuel Armenteros 90' |               |              | Stadion: Stadion Feijenoord, Rotterdam Toeschouwers: 28.000 Scheidsrechter: Dennis Higler |
| 26 september 2013 20:45 |                                                            |               |              | Stadion: Stadion Feijenoord, Rotterdam Toeschouwers: 28.000 Scheidsrechter: Dennis Higler |
| 26 september 2013 20:45 |                                                            |               |              | Stadion: Stadion Feijenoord, Rotterdam Toeschouwers: 28.000 Scheidsrechter: Dennis Higler |
|                         |                                                            |               |              |                                                                                           |

### 3e ronde
De wedstrijden van de derde ronde werden gespeeld op 29, 30 en 31 oktober 2013. Clubs die gedurende het seizoen Europees actief waren, konden niet tegen elkaar loten. De loting werd op 26 september 2013 verricht door Feyenoords technisch directeur Martin van Geel.
|                       |                                                                              |               |                          |                                                                                         |
| 29 oktober 2013 18:45 | Ajax                                                                         | 4 – 1 (3 – 1) | ASWH                     | Stadion: Amsterdam ArenA, Amsterdam Toeschouwers: 17.861 Scheidsrechter: Jeroen Sanders |
| 29 oktober 2013 18:45 | Viktor Fischer 20' Danny Hoesen 42' Siem de Jong 45' Kolbeinn Sigþórsson 71' |               | 28' Michael van Dommelen | Stadion: Amsterdam ArenA, Amsterdam Toeschouwers: 17.861 Scheidsrechter: Jeroen Sanders |
| 29 oktober 2013 18:45 |                                                                              |               |                          | Stadion: Amsterdam ArenA, Amsterdam Toeschouwers: 17.861 Scheidsrechter: Jeroen Sanders |
| 29 oktober 2013 18:45 |                                                                              |               |                          | Stadion: Amsterdam ArenA, Amsterdam Toeschouwers: 17.861 Scheidsrechter: Jeroen Sanders |
|                       |                                                                              |               |                          |                                                                                         |

|                       |                                 |               |                     |                                                                                  |
| 29 oktober 2013 19:00 | MVV                             | 2 – 1 (2 – 0) | ADO Den Haag        | Stadion: De Geusselt, Maastricht Toeschouwers: 4.770 Scheidsrechter: Bas Nijhuis |
| 29 oktober 2013 19:00 | Rick Geenen 37' Rick Geenen 43' |               | 65' Mike van Duinen | Stadion: De Geusselt, Maastricht Toeschouwers: 4.770 Scheidsrechter: Bas Nijhuis |
| 29 oktober 2013 19:00 |                                 |               |                     | Stadion: De Geusselt, Maastricht Toeschouwers: 4.770 Scheidsrechter: Bas Nijhuis |
| 29 oktober 2013 19:00 |                                 |               |                     | Stadion: De Geusselt, Maastricht Toeschouwers: 4.770 Scheidsrechter: Bas Nijhuis |
|                       |                                 |               |                     |                                                                                  |

|                       |                                                    |               |                                                                                         |                                                                                      |
| 29 oktober 2013 20:00 | FC Emmen                                           | 2 – 3 (2 – 1) | IJsselmeervogels                                                                        | Stadion: Stadion Meerdijk, Emmen Toeschouwers: 2.000 Scheidsrechter: Allard Lindhout |
| 29 oktober 2013 20:00 | Alexander Bannink 6' Quenten Martinus 19' 18', 60' |               | 10' Thomas Verheijdt 55' Thomas Verheijdt 66' Achmed Ahahaoui 82', 83' Nabil El Gourari | Stadion: Stadion Meerdijk, Emmen Toeschouwers: 2.000 Scheidsrechter: Allard Lindhout |
| 29 oktober 2013 20:00 |                                                    |               |                                                                                         | Stadion: Stadion Meerdijk, Emmen Toeschouwers: 2.000 Scheidsrechter: Allard Lindhout |
| 29 oktober 2013 20:00 |                                                    |               |                                                                                         | Stadion: Stadion Meerdijk, Emmen Toeschouwers: 2.000 Scheidsrechter: Allard Lindhout |
|                       |                                                    |               |                                                                                         |                                                                                      |

|                       |                                                                |               |     |                                                                                             |
| 29 oktober 2013 20:00 | JVC Cuijk                                                      | 3 – 0 (2 – 0) | EVV | Stadion: De Groenendijkse Kampen, Cuijk Toeschouwers: 1.200 Scheidsrechter: Jeroen Manschot |
| 29 oktober 2013 20:00 | Kevin van Veen 12' Kevin van Veen 45' Cayfano Latupeirissa 48' |               |     | Stadion: De Groenendijkse Kampen, Cuijk Toeschouwers: 1.200 Scheidsrechter: Jeroen Manschot |
| 29 oktober 2013 20:00 |                                                                |               |     | Stadion: De Groenendijkse Kampen, Cuijk Toeschouwers: 1.200 Scheidsrechter: Jeroen Manschot |
| 29 oktober 2013 20:00 |                                                                |               |     | Stadion: De Groenendijkse Kampen, Cuijk Toeschouwers: 1.200 Scheidsrechter: Jeroen Manschot |
|                       |                                                                |               |     |                                                                                             |

|                       |              |                   |        |                                                                                              |
| 29 oktober 2013 20:00 | FC Eindhoven | 0 – 1 (0 – 1)     | N.E.C. | Stadion: Jan Louwers Stadion, Eindhoven Toeschouwers: 1.314 Scheidsrechter: Serdar Gözübüyük |
| 29 oktober 2013 20:00 |              | 8' Michael Higdon |        | Stadion: Jan Louwers Stadion, Eindhoven Toeschouwers: 1.314 Scheidsrechter: Serdar Gözübüyük |
| 29 oktober 2013 20:00 |              |                   |        | Stadion: Jan Louwers Stadion, Eindhoven Toeschouwers: 1.314 Scheidsrechter: Serdar Gözübüyük |
| 29 oktober 2013 20:00 |              |                   |        | Stadion: Jan Louwers Stadion, Eindhoven Toeschouwers: 1.314 Scheidsrechter: Serdar Gözübüyük |
|                       |              |                   |        |                                                                                              |

|                       |                       |                            |                                      |                                                                                   |
| 29 oktober 2013 20:15 | Kozakken Boys         | 1 – 2 n.v. (1 – 1) (1 – 0) | FC Utrecht                           | Stadion: De Zwaaier, Werkendam Toeschouwers: 4.000 Scheidsrechter: Eric Braamhaar |
| 29 oktober 2013 20:15 | Arif Irilmazbilek 26' |                            | 63' Jacob Mulenga 93' Jens Toornstra | Stadion: De Zwaaier, Werkendam Toeschouwers: 4.000 Scheidsrechter: Eric Braamhaar |
| 29 oktober 2013 20:15 |                       |                            |                                      | Stadion: De Zwaaier, Werkendam Toeschouwers: 4.000 Scheidsrechter: Eric Braamhaar |
| 29 oktober 2013 20:15 |                       |                            |                                      | Stadion: De Zwaaier, Werkendam Toeschouwers: 4.000 Scheidsrechter: Eric Braamhaar |
|                       |                       |                            |                                      |                                                                                   |

|                       |                                              |                                         |                                       |                                                                                      |
| 29 oktober 2013 20:45 | SC Cambuur                                   | 2 – 2 n.v. (2 – 2) (2 – 0) (5 – 4 pen.) | NAC Breda                             | Stadion: Cambuur Stadion, Leeuwarden Toeschouwers: 5.044 Scheidsrechter: Pieter Vink |
| 29 oktober 2013 20:45 | Marcel Ritzmaier 5' Alexander Christovão 45' |                                         | 58' Mats Seuntjens 84' Anouar Hadouir | Stadion: Cambuur Stadion, Leeuwarden Toeschouwers: 5.044 Scheidsrechter: Pieter Vink |
| 29 oktober 2013 20:45 |                                              |                                         |                                       | Stadion: Cambuur Stadion, Leeuwarden Toeschouwers: 5.044 Scheidsrechter: Pieter Vink |
| 29 oktober 2013 20:45 |                                              |                                         |                                       | Stadion: Cambuur Stadion, Leeuwarden Toeschouwers: 5.044 Scheidsrechter: Pieter Vink |
|                       |                                              |                                         |                                       |                                                                                      |

|                       |                   |               |                                                            |                                                                                         |
| 30 oktober 2013 18:45 | PSV               | 1 – 3 (0 – 2) | Roda JC Kerkrade                                           | Stadion: Philips Stadion, Eindhoven Toeschouwers: 19.000 Scheidsrechter: Pol van Boekel |
| 30 oktober 2013 18:45 | Joshua Brenet 87' |               | 18' Mark-Jan Fledderus 37' Guus Hupperts 67' Guus Hupperts | Stadion: Philips Stadion, Eindhoven Toeschouwers: 19.000 Scheidsrechter: Pol van Boekel |
| 30 oktober 2013 18:45 |                   |               |                                                            | Stadion: Philips Stadion, Eindhoven Toeschouwers: 19.000 Scheidsrechter: Pol van Boekel |
| 30 oktober 2013 18:45 |                   |               |                                                            | Stadion: Philips Stadion, Eindhoven Toeschouwers: 19.000 Scheidsrechter: Pol van Boekel |
|                       |                   |               |                                                            |                                                                                         |

|                       | |               |              |                                                                                     |
| 30 oktober 2013 19:00 | AZ | 7 – 0 (4 – 0) | Achilles '29 | Stadion: AFAS Stadion, Alkmaar Toeschouwers: 8.477 Scheidsrechter: Richard Liesveld |
| 30 oktober 2013 19:00 | Denni Avdić 4' Ridgeciano Haps 23' Jeffrey Gouweleeuw 30' Denni Avdić 33' Fernando Lewis 46' Fernando Lewis 56' Joris van Overeem 88' |               |              | Stadion: AFAS Stadion, Alkmaar Toeschouwers: 8.477 Scheidsrechter: Richard Liesveld |
| 30 oktober 2013 19:00 | |               |              | Stadion: AFAS Stadion, Alkmaar Toeschouwers: 8.477 Scheidsrechter: Richard Liesveld |
| 30 oktober 2013 19:00 | |               |              | Stadion: AFAS Stadion, Alkmaar Toeschouwers: 8.477 Scheidsrechter: Richard Liesveld |
|                       | |               |              |                                                                                     |

|                       | |               |           |                                                                              |
| 30 oktober 2013 20:00 | Vitesse | 5 – 0 (2 – 0) | Noordwijk | Stadion: GelreDome, Arnhem Toeschouwers: 6.210 Scheidsrechter: Dennis Higler |
| 30 oktober 2013 20:00 | Gaël Kakuta 2' Frank van der Struijk 35' Giorgi Tsjantoeria 72' Francisco Santos da Silva Junior 77' Gaël Kakuta 84' |               |           | Stadion: GelreDome, Arnhem Toeschouwers: 6.210 Scheidsrechter: Dennis Higler |
| 30 oktober 2013 20:00 | |               |           | Stadion: GelreDome, Arnhem Toeschouwers: 6.210 Scheidsrechter: Dennis Higler |
| 30 oktober 2013 20:00 | |               |           | Stadion: GelreDome, Arnhem Toeschouwers: 6.210 Scheidsrechter: Dennis Higler |
|                       | |               |           |                                                                              |

|                       |                                                                      |               |                |                                                                                             |
| 30 oktober 2013 20:00 | PEC Zwolle                                                           | 4 – 0 (4 – 0) | Wilhelmina '08 | Stadion: IJsseldeltastadion, Zwolle Toeschouwers: 6.000 Scheidsrechter: Reinold Wiedemeijer |
| 30 oktober 2013 20:00 | Ryan Thomas 7' Giovanni Hiwat 17' Darryl Lachman 23' Fred Benson 26' |               |                | Stadion: IJsseldeltastadion, Zwolle Toeschouwers: 6.000 Scheidsrechter: Reinold Wiedemeijer |
| 30 oktober 2013 20:00 |                                                                      |               |                | Stadion: IJsseldeltastadion, Zwolle Toeschouwers: 6.000 Scheidsrechter: Reinold Wiedemeijer |
| 30 oktober 2013 20:00 |                                                                      |               |                | Stadion: IJsseldeltastadion, Zwolle Toeschouwers: 6.000 Scheidsrechter: Reinold Wiedemeijer |
|                       |                                                                      |               |                |                                                                                             |

|                       |                                       |               |                                                                                      |                                                                                 |
| 30 oktober 2013 20:00 | Excelsior '31                         | 2 – 5 (0 – 1) | Heracles Almelo                                                                      | Stadion: De Koerbelt, Rijssen Toeschouwers: 4.000 Scheidsrechter: Björn Kuipers |
| 30 oktober 2013 20:00 | Andreas David 85' Gerald ten Hove 87' |               | 36' Mark Uth 62' Mark Uth 67' Mikhail Rosheuvel 81' Simon Cziommer 90' Bryan Linssen | Stadion: De Koerbelt, Rijssen Toeschouwers: 4.000 Scheidsrechter: Björn Kuipers |
| 30 oktober 2013 20:00 |                                       |               |                                                                                      | Stadion: De Koerbelt, Rijssen Toeschouwers: 4.000 Scheidsrechter: Björn Kuipers |
| 30 oktober 2013 20:00 |                                       |               |                                                                                      | Stadion: De Koerbelt, Rijssen Toeschouwers: 4.000 Scheidsrechter: Björn Kuipers |
|                       |                                       |               |                                                                                      |                                                                                 |

|                       |                                                   |               |         |                                                                                 |
| 30 oktober 2013 20:00 | FC Groningen                                      | 2 – 0 (1 – 0) | Capelle | Stadion: Euroborg, Groningen Toeschouwers: 8.974 Scheidsrechter: Tom van Sichem |
| 30 oktober 2013 20:00 | Jahrizino Valentijn (e.d.) 25' Eric Botteghin 79' |               |         | Stadion: Euroborg, Groningen Toeschouwers: 8.974 Scheidsrechter: Tom van Sichem |
| 30 oktober 2013 20:00 |                                                   |               |         | Stadion: Euroborg, Groningen Toeschouwers: 8.974 Scheidsrechter: Tom van Sichem |
| 30 oktober 2013 20:00 |                                                   |               |         | Stadion: Euroborg, Groningen Toeschouwers: 8.974 Scheidsrechter: Tom van Sichem |
|                       |                                                   |               |         |                                                                                 |

|                       |                                                                       |               |      |                                                                                        |
| 30 oktober 2013 20:45 | Feyenoord                                                             | 3 – 0 (1 – 0) | Hoek | Stadion: Stadion Feijenoord, Rotterdam Toeschouwers: 21.000 Scheidsrechter: Ed Janssen |
| 30 oktober 2013 20:45 | Reguillo Vandepitte (e.d.) 31' Otman Bakkal 63' Mitchell te Vrede 67' |               |      | Stadion: Stadion Feijenoord, Rotterdam Toeschouwers: 21.000 Scheidsrechter: Ed Janssen |
| 30 oktober 2013 20:45 |                                                                       |               |      | Stadion: Stadion Feijenoord, Rotterdam Toeschouwers: 21.000 Scheidsrechter: Ed Janssen |
| 30 oktober 2013 20:45 |                                                                       |               |      | Stadion: Stadion Feijenoord, Rotterdam Toeschouwers: 21.000 Scheidsrechter: Ed Janssen |
|                       |                                                                       |               |      |                                                                                        |

|                       |                 |               |           |                                                                                              |
| 31 oktober 2013 18:45 | sc Heerenveen   | 1 – 0 (1 – 0) | VVV-Venlo | Stadion: Abe Lenstra Stadion, Heerenveen Toeschouwers: 12.000 Scheidsrechter: Danny Makkelie |
| 31 oktober 2013 18:45 | Ramon Zomer 22' |               |           | Stadion: Abe Lenstra Stadion, Heerenveen Toeschouwers: 12.000 Scheidsrechter: Danny Makkelie |
| 31 oktober 2013 18:45 |                 |               |           | Stadion: Abe Lenstra Stadion, Heerenveen Toeschouwers: 12.000 Scheidsrechter: Danny Makkelie |
| 31 oktober 2013 18:45 |                 |               |           | Stadion: Abe Lenstra Stadion, Heerenveen Toeschouwers: 12.000 Scheidsrechter: Danny Makkelie |
|                       |                 |               |           |                                                                                              |

|                       |                    |               |                 |                                                                                    |
| 31 oktober 2013 20:45 | Excelsior          | 1 – 0 (0 – 0) | Go Ahead Eagles | Stadion: Woudestein, Rotterdam Toeschouwers: 1.753 Scheidsrechter: Jochem Kamphuis |
| 31 oktober 2013 20:45 | Moussa Kalisse 90' |               |                 | Stadion: Woudestein, Rotterdam Toeschouwers: 1.753 Scheidsrechter: Jochem Kamphuis |
| 31 oktober 2013 20:45 |                    |               |                 | Stadion: Woudestein, Rotterdam Toeschouwers: 1.753 Scheidsrechter: Jochem Kamphuis |
| 31 oktober 2013 20:45 |                    |               |                 | Stadion: Woudestein, Rotterdam Toeschouwers: 1.753 Scheidsrechter: Jochem Kamphuis |
|                       |                    |               |                 |                                                                                    |

### Achtste finales
De wedstrijden van de achtste finales werden gespeeld op 17, 18 en 19 december 2013. De loting werd op 31 oktober 2013 verricht door Excelsior-trainer Jon Dahl Tomasson.
|                        |                   |               |                                                                       |                                                                               |
| 17 december 2013 20:00 | Excelsior         | 1 – 4 (0 – 2) | PEC Zwolle                                                            | Stadion: Woudestein, Rotterdam Toeschouwers: 2.467 Scheidsrechter: Ed Janssen |
| 17 december 2013 20:00 | Lars Veldwijk 78' |               | 8' Fred Benson 10' Fred Benson 76' Giovanni Hiwat 83' Rochdi Achenteh | Stadion: Woudestein, Rotterdam Toeschouwers: 2.467 Scheidsrechter: Ed Janssen |
| 17 december 2013 20:00 |                   |               |                                                                       | Stadion: Woudestein, Rotterdam Toeschouwers: 2.467 Scheidsrechter: Ed Janssen |
| 17 december 2013 20:00 |                   |               |                                                                       | Stadion: Woudestein, Rotterdam Toeschouwers: 2.467 Scheidsrechter: Ed Janssen |
|                        |                   |               |                                                                       |                                                                               |

|                        |                                          |                                         |                                         |                                                                                    |
| 18 december 2013 18:45 | AZ                                       | 2 – 2 n.v. (1 – 1) (1 – 1) (7 – 6 pen.) | sc Heerenveen                           | Stadion: AFAS Stadion, Alkmaar Toeschouwers: 11.121 Scheidsrechter: Danny Makkelie |
| 18 december 2013 18:45 | Aron Jóhannsson 19' Aron Jóhannsson 105' |                                         | 9' Hakim Ziyech 120' (pen) Hakim Ziyech | Stadion: AFAS Stadion, Alkmaar Toeschouwers: 11.121 Scheidsrechter: Danny Makkelie |
| 18 december 2013 18:45 |                                          |                                         |                                         | Stadion: AFAS Stadion, Alkmaar Toeschouwers: 11.121 Scheidsrechter: Danny Makkelie |
| 18 december 2013 18:45 |                                          |                                         |                                         | Stadion: AFAS Stadion, Alkmaar Toeschouwers: 11.121 Scheidsrechter: Danny Makkelie |
|                        |                                          |                                         |                                         |                                                                                    |

|                        |                                                     |               |                         |                                                                                            |
| 18 december 2013 19:45 | Roda JC Kerkrade                                    | 3 – 1 (0 – 0) | Vitesse                 | Stadion: Parkstad Limburg Stadion, Kerkrade Toeschouwers: 6.788 Scheidsrechter: Kevin Blom |
| 18 december 2013 19:45 | Guus Hupperts 66' Marc Höcher 83' Guus Hupperts 90' |               | 75' Patrick van Aanholt | Stadion: Parkstad Limburg Stadion, Kerkrade Toeschouwers: 6.788 Scheidsrechter: Kevin Blom |
| 18 december 2013 19:45 |                                                     |               |                         | Stadion: Parkstad Limburg Stadion, Kerkrade Toeschouwers: 6.788 Scheidsrechter: Kevin Blom |
| 18 december 2013 19:45 |                                                     |               |                         | Stadion: Parkstad Limburg Stadion, Kerkrade Toeschouwers: 6.788 Scheidsrechter: Kevin Blom |
|                        |                                                     |               |                         |                                                                                            |

|                        |            |                                                 |            |                                                                                           |
| 18 december 2013 20:00 | SC Cambuur | 0 – 2 (0 – 1)                                   | FC Utrecht | Stadion: Cambuur Stadion, Leeuwarden Toeschouwers: 5.774 Scheidsrechter: Richard Liesveld |
| 18 december 2013 20:00 |            | 13' (e.d.) Leonard Nienhuis 79' Steve De Ridder |            | Stadion: Cambuur Stadion, Leeuwarden Toeschouwers: 5.774 Scheidsrechter: Richard Liesveld |
| 18 december 2013 20:00 |            |                                                 |            | Stadion: Cambuur Stadion, Leeuwarden Toeschouwers: 5.774 Scheidsrechter: Richard Liesveld |
| 18 december 2013 20:00 |            |                                                 |            | Stadion: Cambuur Stadion, Leeuwarden Toeschouwers: 5.774 Scheidsrechter: Richard Liesveld |
|                        |            |                                                 |            |                                                                                           |

|                        |                                        |               |               |                                                                                             |
| 18 december 2013 20:00 | JVC Cuijk                              | 2 – 1 (2 – 0) | MVV           | Stadion: De Groenendijkse Kampen, Cuijk Toeschouwers: 3.500 Scheidsrechter: Jeroen Manschot |
| 18 december 2013 20:00 | Fathi Ben Ahmed 20' Kevin van Veen 43' |               | 53' Maic Sema | Stadion: De Groenendijkse Kampen, Cuijk Toeschouwers: 3.500 Scheidsrechter: Jeroen Manschot |
| 18 december 2013 20:00 |                                        |               |               | Stadion: De Groenendijkse Kampen, Cuijk Toeschouwers: 3.500 Scheidsrechter: Jeroen Manschot |
| 18 december 2013 20:00 |                                        |               |               | Stadion: De Groenendijkse Kampen, Cuijk Toeschouwers: 3.500 Scheidsrechter: Jeroen Manschot |
|                        |                                        |               |               |                                                                                             |

|                        |                   |                                         |                                            |                                                                                 |
| 18 december 2013 20:45 | Heracles Almelo   | 1 – 1 n.v. (1 – 1) (1 – 1) (5 – 6 pen.) | Feyenoord                                  | Stadion: Polman Stadion, Almelo Toeschouwers: 6.012 Scheidsrechter: Bas Nijhuis |
| 18 december 2013 20:45 | Bryan Linssen 27' |                                         | 12' Graziano Pellè 33', 93' Stefan de Vrij | Stadion: Polman Stadion, Almelo Toeschouwers: 6.012 Scheidsrechter: Bas Nijhuis |
| 18 december 2013 20:45 |                   |                                         |                                            | Stadion: Polman Stadion, Almelo Toeschouwers: 6.012 Scheidsrechter: Bas Nijhuis |
| 18 december 2013 20:45 |                   |                                         |                                            | Stadion: Polman Stadion, Almelo Toeschouwers: 6.012 Scheidsrechter: Bas Nijhuis |
|                        |                   |                                         |                                            |                                                                                 |

|                        |              |                 |        |                                                                                       |
| 19 december 2013 18:45 | FC Groningen | 0 – 1 (0 – 1)   | N.E.C. | Stadion: Euroborg, Groningen Toeschouwers: 10.816 Scheidsrechter: Reinold Wiedemeijer |
| 19 december 2013 18:45 |              | 45' Søren Rieks |        | Stadion: Euroborg, Groningen Toeschouwers: 10.816 Scheidsrechter: Reinold Wiedemeijer |
| 19 december 2013 18:45 |              |                 |        | Stadion: Euroborg, Groningen Toeschouwers: 10.816 Scheidsrechter: Reinold Wiedemeijer |
| 19 december 2013 18:45 |              |                 |        | Stadion: Euroborg, Groningen Toeschouwers: 10.816 Scheidsrechter: Reinold Wiedemeijer |
|                        |              |                 |        |                                                                                       |

|                        |                  |                                                      |      |                                                                                     |
| 19 december 2013 20:45 | IJsselmeervogels | 0 – 3 (0 – 2)                                        | Ajax | Stadion: De Westmaat, Spakenburg Toeschouwers: 7.500 Scheidsrechter: Tom van Sichem |
| 19 december 2013 20:45 |                  | 4' Viktor Fischer 9' Danny Hoesen 63' Viktor Fischer |      | Stadion: De Westmaat, Spakenburg Toeschouwers: 7.500 Scheidsrechter: Tom van Sichem |
| 19 december 2013 20:45 |                  |                                                      |      | Stadion: De Westmaat, Spakenburg Toeschouwers: 7.500 Scheidsrechter: Tom van Sichem |
| 19 december 2013 20:45 |                  |                                                      |      | Stadion: De Westmaat, Spakenburg Toeschouwers: 7.500 Scheidsrechter: Tom van Sichem |
|                        |                  |                                                      |      |                                                                                     |

### Kwartfinales
De wedstrijden van de kwartfinales werden gespeeld op 21 en 22 januari 2014. De loting werd op 19 december 2013 verricht door Ajax' financieel directeur Jeroen Slop.
|                       |                      |               |                                             |                                                                                                  |
| 21 januari 2014 20:45 | Roda JC Kerkrade     | 0 – 2 (0 – 1) | AZ                                          | Stadion: Parkstad Limburg Stadion, Kerkrade Toeschouwers: 8.385 Scheidsrechter: Serdar Gözübüyük |
| 21 januari 2014 20:45 | Krisztián Németh 57' | Verslag       | 32' (e.d.) Bart Biemans 59' Aron Jóhannsson | Stadion: Parkstad Limburg Stadion, Kerkrade Toeschouwers: 8.385 Scheidsrechter: Serdar Gözübüyük |
| 21 januari 2014 20:45 |                      |               |                                             | Stadion: Parkstad Limburg Stadion, Kerkrade Toeschouwers: 8.385 Scheidsrechter: Serdar Gözübüyük |
| 21 januari 2014 20:45 |                      |               |                                             | Stadion: Parkstad Limburg Stadion, Kerkrade Toeschouwers: 8.385 Scheidsrechter: Serdar Gözübüyük |
|                       |                      |               |                                             |                                                                                                  |

|                       | |               |                    |                                                                                         |
| 22 januari 2014 18:45 | PEC Zwolle | 5 – 1 (3 – 0) | JVC Cuijk          | Stadion: IJsseldeltastadion, Zwolle Toeschouwers: 6.575 Scheidsrechter: Jochem Kamphuis |
| 22 januari 2014 18:45 | Bart van Hintum 3' Maikel van der Werff 16' Joris van Gerwen (e.d.) 19' Denis Mahmudov 60' Denis Mahmudov 78' | Verslag       | 70' Kevin van Veen | Stadion: IJsseldeltastadion, Zwolle Toeschouwers: 6.575 Scheidsrechter: Jochem Kamphuis |
| 22 januari 2014 18:45 | |               |                    | Stadion: IJsseldeltastadion, Zwolle Toeschouwers: 6.575 Scheidsrechter: Jochem Kamphuis |
| 22 januari 2014 18:45 | |               |                    | Stadion: IJsseldeltastadion, Zwolle Toeschouwers: 6.575 Scheidsrechter: Jochem Kamphuis |
|                       | |               |                    |                                                                                         |

|                       |                    |               |            |                                                                                      |
| 22 januari 2014 19:45 | N.E.C.             | 1 – 0 (1 – 0) | FC Utrecht | Stadion: Goffertstadion, Nijmegen Toeschouwers: 6.000 Scheidsrechter: Tom van Sichem |
| 22 januari 2014 19:45 | Marnick Vermijl 8' | Verslag       |            | Stadion: Goffertstadion, Nijmegen Toeschouwers: 6.000 Scheidsrechter: Tom van Sichem |
| 22 januari 2014 19:45 |                    |               |            | Stadion: Goffertstadion, Nijmegen Toeschouwers: 6.000 Scheidsrechter: Tom van Sichem |
| 22 januari 2014 19:45 |                    |               |            | Stadion: Goffertstadion, Nijmegen Toeschouwers: 6.000 Scheidsrechter: Tom van Sichem |
|                       |                    |               |            |                                                                                      |

|                       |                                                       |               |                      |                                                                                     |
| 22 januari 2014 20:45 | Ajax                                                  | 3 – 1 (1 – 1) | Feyenoord            | Stadion: Amsterdam Arena, Amsterdam Toeschouwers: 50.340 Scheidsrechter: Kevin Blom |
| 22 januari 2014 20:45 | Viktor Fischer 34' Bojan Krkić 68' Thulani Serero 90' | Verslag       | 7' Jean-Paul Boëtius | Stadion: Amsterdam Arena, Amsterdam Toeschouwers: 50.340 Scheidsrechter: Kevin Blom |
| 22 januari 2014 20:45 |                                                       |               |                      | Stadion: Amsterdam Arena, Amsterdam Toeschouwers: 50.340 Scheidsrechter: Kevin Blom |
| 22 januari 2014 20:45 |                                                       |               |                      | Stadion: Amsterdam Arena, Amsterdam Toeschouwers: 50.340 Scheidsrechter: Kevin Blom |
|                       |                                                       |               |                      |                                                                                     |

### Halve finales
De wedstrijden van de halve finales worden gespeeld op 26 en 27 maart 2014. De loting werd op 22 januari 2014 verricht door Siem de Jong. De winnaar van de wedstrijd tussen PEC Zwolle en N.E.C. wordt als 'thuisspelende' club bij de finale in De Kuip benoemd.
|                     |                                           |               |                  |                                                                                         |
| 26 maart 2014 20:45 | PEC Zwolle                                | 2 – 1 (1 – 1) | N.E.C.           | Stadion: IJsseldeltastadion, Zwolle Toeschouwers: 10.800 Scheidsrechter: Danny Makkelie |
| 26 maart 2014 20:45 | Jesper Drost 29' Maikel van der Werff 81' | Verslag       | 39' Kevin Conboy | Stadion: IJsseldeltastadion, Zwolle Toeschouwers: 10.800 Scheidsrechter: Danny Makkelie |
| 26 maart 2014 20:45 |                                           |               |                  | Stadion: IJsseldeltastadion, Zwolle Toeschouwers: 10.800 Scheidsrechter: Danny Makkelie |
| 26 maart 2014 20:45 |                                           |               |                  | Stadion: IJsseldeltastadion, Zwolle Toeschouwers: 10.800 Scheidsrechter: Danny Makkelie |
|                     |                                           |               |                  |                                                                                         |

|                     |                                                       |               |                                        |                                                                                    |
| 27 maart 2014 20:45 | AZ                                                    | 0 – 1 (0 – 0) | Ajax                                   | Stadion: AFAS Stadion, Alkmaar Toeschouwers: 16.321 Scheidsrechter: Pol van Boekel |
| 27 maart 2014 20:45 | Aron Jóhannsson 34' (pen.) Mattias Johansson 39', 47' | Verslag       | 32', 33' Joël Veltman 48' Lasse Schöne | Stadion: AFAS Stadion, Alkmaar Toeschouwers: 16.321 Scheidsrechter: Pol van Boekel |
| 27 maart 2014 20:45 |                                                       |               |                                        | Stadion: AFAS Stadion, Alkmaar Toeschouwers: 16.321 Scheidsrechter: Pol van Boekel |
| 27 maart 2014 20:45 |                                                       |               |                                        | Stadion: AFAS Stadion, Alkmaar Toeschouwers: 16.321 Scheidsrechter: Pol van Boekel |
|                     |                                                       |               |                                        |                                                                                    |

### Finale
|                                            |                                                                                           |               |                      | |
| 20 april 2014 18:00 Finale KNVB Beker * ** | PEC Zwolle                                                                                | 5 – 1 (4 – 1) | Ajax                 | De Kuip, Rotterdam Toeschouwers: 42.500 Scheidsrechter: Bas Nijhuis Assistent-scheidsrechters: Rob van de Ven en Charles Schaap 4de official: Berry Simons 5de official: Ed Janssen 6de official: Jochem Kamphuis |
| 20 april 2014 18:00 Finale KNVB Beker * ** | Ryan Thomas 8' Ryan Thomas 12' Guyon Fernandez 22' Guyon Fernandez 34' Bram van Polen 50' | Verslag       | 3' Ricardo van Rhijn | De Kuip, Rotterdam Toeschouwers: 42.500 Scheidsrechter: Bas Nijhuis Assistent-scheidsrechters: Rob van de Ven en Charles Schaap 4de official: Berry Simons 5de official: Ed Janssen 6de official: Jochem Kamphuis |

| PEC Zwolle | Ajax |

| PEC Zwolle:    |    |                       |     |
|                |    |                       |     |
| GK             | 1  | Diederik Boer         |     |
| RB             | 2  | Bram van Polen        | 24' |
| CB             | 4  | Maikel van der Werff  |     |
| CB             | 14 | Joost Broerse         | 71' |
| LB             | 5  | Bart van Hintum       |     |
| CM             | 22 | Kamohelo Mokotjo      |     |
| CM             | 43 | Mateusz Klich         |     |
| AM             | 11 | Jesper Drost          |     |
| RW             | 6  | Mustafa Saymak        | 64' |
| CF             | 18 | Guyon Fernandez       |     |
| LW             | 30 | Ryan Thomas           | 83' |
| Wisselspelers: |    |                       |     |
| GK             | 16 | Kevin Begois          |     |
| DF             | 3  | Darryl Lachman        | 71' |
| DF             | 38 | Giovanni Gravenbeek   | 83' |
| MF             | 10 | Stefan Nijland        |     |
| FW             | 7  | Furdjel Narsingh      | 64' |
| FW             | 8  | Athanasios Karagounis |     |
| FW             | 9  | Fred Benson           |     |
| Coach:         |    |                       |     |
| Ron Jans       |    |                       |     |

| Ajax:          |    |                     |     |
|                |    |                     |     |
| GK             | 1  | Kenneth Vermeer     |     |
| RB             | 2  | Ricardo van Rhijn   |     |
| CB             | 4  | Niklas Moisander    | 54' |
| CB             | 24 | Stefano Denswil     |     |
| LB             | 15 | Nicolai Boilesen    |     |
| CM             | 18 | Davy Klaassen       |     |
| CM             | 17 | Daley Blind ***     | 24' |
| CM             | 25 | Thulani Serero      |     |
| RW             | 20 | Lasse Schöne        | 80' |
| CF             | 9  | Kolbeinn Sigþórsson |     |
| LW             | 11 | Bojan Krkić         | 54' |
| Wisselspelers: |    |                     |     |
| GK             | 22 | Jasper Cillessen    |     |
| DF             | 6  | Mike van der Hoorn  |     |
| DF             | 27 | Ruben Ligeon        |     |
| MF             | 5  | Christian Poulsen   | 54' |
| MF             | 8  | Lerin Duarte        |     |
| FW             | 34 | Lesly de Sa         | 54' |
| FW             | 43 | Ricardo Kishna      | 80' |
| Coach:         |    |                     |     |
| Frank de Boer  |    |                     |     |

Bijz.: * In deze wedstrijd werd er gebruikgemaakt van doellijntechnologie en van de 5de en 6de official.
** Het duel werd in de 1e en in de 5e minuut tijdelijk stilgelegd, vanwege vuurwerk op het veld en erge rookontwikkeling, na 30 minuten werd de wedstrijd hervat.
*** Bij Ajax nam Daley Blind in de 54e minuut de aanvoerdersband over van Niklas Moisander.
| KNVB Beker 2013/14    |
| --------------------- |
| PEC Zwolle 1ste titel |

## Topscorers
Legenda
- Pos. Positie
- Speler Naam speler
- Club Naam club
- Doelpunt
- Waarvan strafschoppen
- X Niet van toepassing

| Pos.             | Speler             | Club             |      | Gescoord met penalty |
| ---------------- | ------------------ | ---------------- | ---- | -------------------- |
| 1.               | Aron Jóhannsson    | AZ               | 6    | 0                    |
| 2.               | Viktor Fischer     | Ajax             | 4    | 0                    |
| 2.               | Guus Hupperts      | Roda JC Kerkrade | 4    | 0                    |
| 2.               | Kevin van Veen     | JVC Cuijk        | 4    | 0                    |
| 5.               | Tjeerd Andringa    | Sneek Wit Zwart  | 3    | 0                    |
| 5.               | Fathi Ben Ahmed    | JVC Cuijk        | 3    | 0                    |
| 5.               | Fred Benson        | PEC Zwolle       | 3    | 0                    |
| 5.               | Martin van Eeuwijk | Rijnsburgse Boys | 3    | 0                    |
| 5.               | Jeroen Evelein     | EVV              | 3    | 1                    |
| 5.               | Christoph Hemlein  | N.E.C.           | 3    | 0                    |
| 5.               | Danny Hoesen       | Ajax             | 3    | 0                    |
| 5.               | Jürgen Locadia     | PSV              | 3    | 2                    |
| 5.               | Lasse Schöne       | Ajax             | 3    | 0                    |
| 5.               | Ryan Thomas        | PEC Zwolle       | 3    | 0                    |
| 5.               | Jens Toornstra     | FC Utrecht       | 3    | 0                    |
| 5.               | Thomas Verheydt    | IJsselmeervogels | 3    | 0                    |
| 17.              | 33 spelers         | 33 spelers       | 2    | X                    |
| 50.              | 156 spelers        | 156 spelers      | 1    | X                    |
| Eigen doelpunten | Eigen doelpunten   | Eigen doelpunten | 9    | X                    |
| Totaal:          | Totaal:            | Totaal:          | 285  |                      |
| Wedstrijden:     | Wedstrijden:       | Wedstrijden:     | 81   |                      |
| Gemiddelde:      | Gemiddelde:        | Gemiddelde:      | 3,52 |                      |

## Deelnemers per ronde
Het aantal deelnemers per divisie per ronde is:
| Deelnemerscategorie | Ronde 1               | Ronde 2    | Ronde 3    | Achtste finale | Kwartfinale | Halve finale | Finale   | Winnaar  |
| ------------------- | --------------------- | ---------- | ---------- | -------------- | ----------- | ------------ | -------- | -------- |
| Eredivisie          | (bye)                 | 18 (28,2%) | 16 (50,0%) | 12 (75,0%)     | 7 (87,5%)   | 4 (100%)     | 2 (100%) | 1 (100%) |
| Eerste divisie      | (bye)                 | 17 (26,6%) | 06 (18,8%) | 02 (12,5%)     | 0 (00%)     | 0 (00%)      | 0 (00%)  | 0 (00%)  |
| Topklasse           | 17 (47,3%) + (8x bye) | 17 (26,6%) | 07 (21,9%) | 02 (12,5%)     | 1 (12,5%)   | 0 (00%)      | 0 (00%)  | 0 (00%)  |
| Hoofdklasse         | 12 (33,3%) + (2x bye) | 10 (15,6%) | 02 (6,2%)  | 00 (00%)       | 00 (00%)    | 00 (00%)     | 00 (00%) | 00 (00%) |
| Eerste klasse       | 03 (08,3%)            | 00 (00%)   | 00 (00%)   | 00 (00%)       | 00 (00%)    | 00 (00%)     | 00 (00%) | 00 (00%) |
| Tweede klasse       | 03 (08,3%) + (1x bye) | 02 (03,1%) | 01 (3,1%)  | 00 (00%)       | 00 (00%)    | 00 (00%)     | 00 (00%) | 00 (00%) |
| Vierde klasse       | 01 (02,8%)            | 00 (00%)   | 00 (00%)   | 00 (00%)       | 00 (00%)    | 00 (00%)     | 00 (00%) | 00 (00%) |
| Totaal              | 36                    | 64         | 32         | 16             | 8           | 4            | 2        | 1        |